# Quercus caesariensis
Quercus caesariensis là một loài thực vật có hoa trong họ Cử. Loài này được Moldenke miêu tả khoa học đầu tiên năm 1953.